# Anna Ebermann

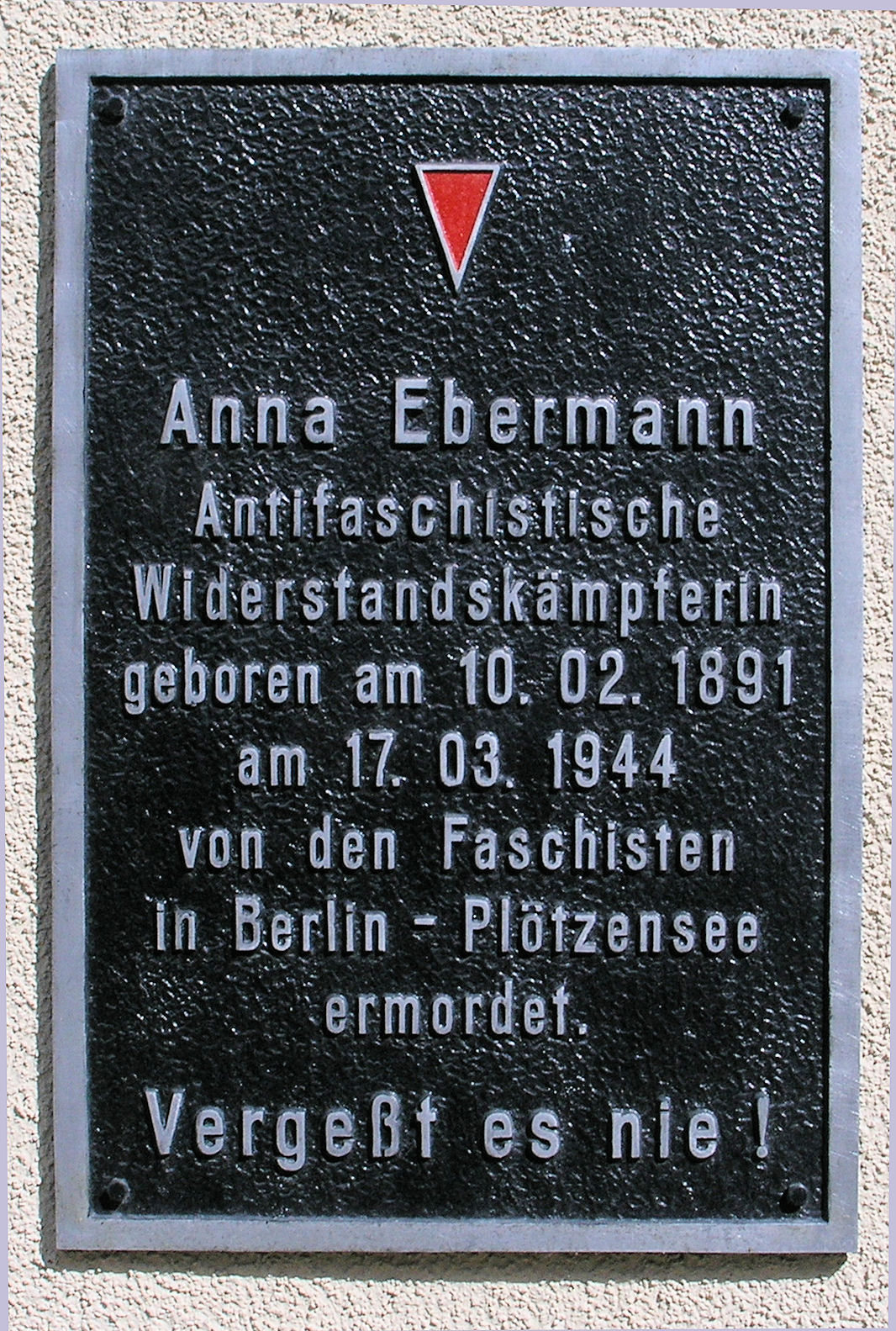
Gedenktafel am Haus Gürtelstraße 11, in Berlin-Weißensee

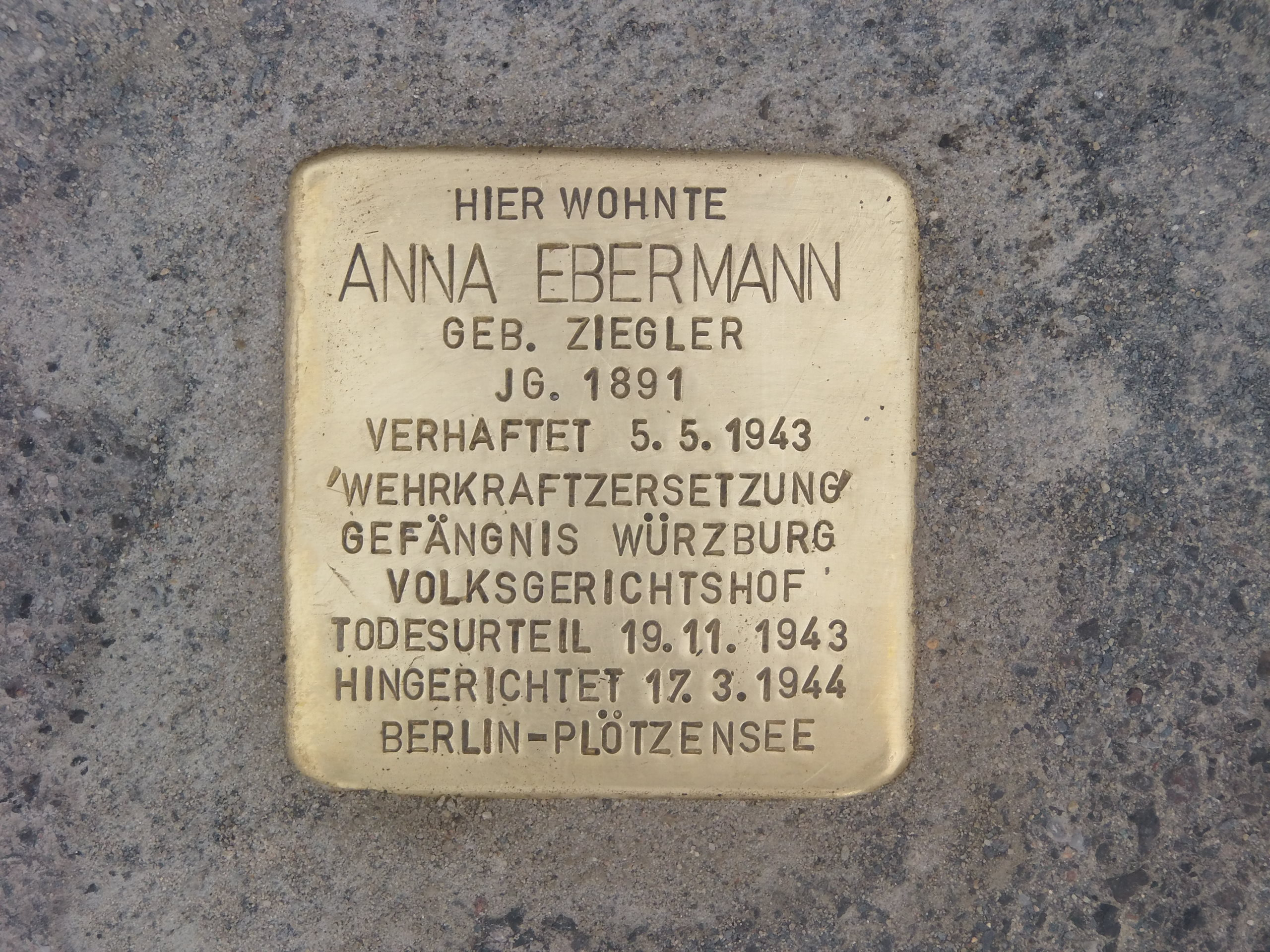
Stolperstein in Würzburg-Rottenbauer, wo sie verhaftet wurde.

Anna Ebermann, geb. Ziegler (* 10. Februar 1891 in Rottenbauer bei Würzburg; † 17. März 1944 in Berlin-Plötzensee), leistete Widerstand gegen den Nationalsozialismus.

## Leben
Anna Ebermann wurde als Tochter von Kaspar und Katharina Ziegler in Rottenbauer bei Würzburg geboren. Die Arbeiterin heiratete den Bäcker Karl Ebermann und zog nach Berlin. Zusammen hatten sie drei Kinder. 1931 trat sie in die KPD ein. 1932 wurde Anna Ebermann nach der Teilnahme an einer Demonstration wegen „Widerstands gegen die Staatsgewalt“ und „Beamtenbeleidigung“ zu drei Wochen Gefängnishaft verurteilt. Nach 1933 wurde ihre Wohnung in der Gürtelstraße zu einem Treffpunkt illegal in Berlin lebender Regimegegner. Ebermanns Tochter Carmen und deren Mann, Hans Fruck, gehörten zur Widerstandsgruppe um Herbert Baum, welcher die Gestapo 1942 auf die Spur kam; Carmen Fruck erhielt eine Gefängnis- und Hans Fruck eine Zuchthausstrafe.
Im Frühjahr 1943 verbrachte Anna Ebermann einen Urlaub in ihrem Geburtsort und machte am 30. April in einer Gaststätte „regimekritische Äußerungen“. Nach einer Denunziation wurde sie am 5. Mai von der Gestapo wegen „Vergehens gegen das Heimtückegesetz“ verhaftet und in das Untersuchungsgefängnis Würzburg eingeliefert. Am 19. November 1943 wurde Anna Ebermann vom Volksgerichtshof wegen „öffentlicher Wehrkraftzersetzung“ zum Tode verurteilt. Nach ihrer Überführung nach Plötzensee, am 17. März 1944, erfolgte noch am gleichen Tag die Hinrichtung. Laut Sterbeurkunde war sie „gottgläubig“.

## Ehrungen
An ihrem ehemaligen Wohnhaus in der Gürtelstraße 11 befindet sich eine Gedenktafel. 1976 wurde in Berlin-Alt-Hohenschönhausen (heute Ortsteil im Bezirk Lichtenberg) die Anna-Ebermann-Straße nach ihr benannt. Seit 5. Juli 2016 gibt es vor dem Haus Lilienweg 6 in Würzburg-Rottenbauer, wo sie 1943 verhaftet wurde, einen Stolperstein. Im Mai 2018 wurde in Würzburg eine Straße nach ihr benannt.